# Reteporella sudbourniensis
Reteporella sudbourniensis är en mossdjursart som beskrevs av Marie Clément Gaston Gautier 1962. Reteporella sudbourniensis ingår i släktet Reteporella och familjen Phidoloporidae. Inga underarter finns listade i Catalogue of Life.